# Heilige Engelbewaarderskerk
De Heilige Engelbewaarderskerk was een parochiekerk in het naoorlogse deel van de Geleense wijk Lindenheuvel, gelegen aan Heidestraat 23.

## Geschiedenis
Aangezien de wijk Lindenheuvel na de Tweede Wereldoorlog zou gaan groeien werden er twee nieuwe rectoraten gesticht: Heilige Engelbewaarders en Heilige Barbara. Er woonden vooral mijnwerkers die in de Staatsmijn Maurits werkzaam waren. Vanaf 1954 werd een houten noodkerk gebruikt, die voordien als Gereformeerde kerk in gebruik was geweest. Deze noodkerk werd later gemeenschapshuis 't Kirkske.
Een definitieve kerk kwam tot stand in 1963. Architect was A.F. Brenninkmeyer. Het gebouw bestond uit een betonskelet dat deels opgevuld werd met baksteen. Het werd een zaalkerk met een kwartcirkelvormige plattegrond. De betonnen klokkentoren stond los van de kerk, om mogelijke mijnschade te beperken.
De apsis werd afgesloten door schoon metselwerk.
In de jaren 90 van de 20e eeuw liep het kerkbezoek terug en in 2002 werd het gebouw onttrokken aan de eredienst, hoewel er vanaf 1999 al geen Missen meer werden opgedragen. Door vandalisme raakte de kerk in verval en in 2005 werd ze gesloopt. De open betonnen klokkentoren werd daarbij gespaard.